# Lettera di Ignazio ai Filadelfiesi
La Lettera di Ignazio ai Filadelfiesi (spesso abbreviata Ign. Fil.) è un'epistola attribuita a Ignazio di Antiochia, vescovo di Antiochia del II secolo, e indirizzata alla chiesa di Filadelfia di Lidia. Fu scritta durante il viaggio di Ignazio da Antiochia alla sua esecuzione a Roma.

## Composizione
Quella ai filadelfiesi è una delle sette epistole attribuite a Ignazio che sono generalmente accettate come autentiche. Nel V secolo, questa raccolta fu ampliata da lettere spurie.
È chiaro che Filadelfiesi fu scritto poco prima del martirio di Ignazio, ma non è chiaro quando avvenne precisamente questo martirio. La tradizione colloca il martirio di Ignazio nel regno di Traiano, che fu imperatore di Roma dal 98 al 117 d.C. Mentre molti studiosi accettano la datazione tradizionale del martirio di Ignazio sotto Traiano, altri hanno sostenuto una data un po' successiva. Richard Pervo ha datato la morte di Ignazio al 135-140 d.C., e il classicista britannico Timothy Barnes ha sostenuto una data intorno al 140 d.C.

## Contenuto
Ignazio avverte i Filadelfiesi di non iniziare scismi all'interno della loro chiesa, ma di rimanere uniti e obbedire ai loro vescovi e presbiteri:
(Ign. Phil. Chapter 3)
Avverte i Filadelfiesi di non ascoltare i cristiani ebrei che sostenevano che i cristiani dovrebbero osservare la Tōrāh:
(Ign. Phil. Chapter 6)
Ignazio menziona anche che la sua chiesa natale ad Antiochia ha recentemente trovato "pace", risolvendo i suoi precedenti scismi, e che i Filadelfiesi dovrebbero seguire il suo esempio eleggendo diaconi a guidare la loro chiesa:
(Ign. Phil. Chapter 10)